# Johan Heinrich Spalckhawer Siebke
Johan Heinrich Spalckhawer Siebke, född 23 februari 1816 i Kristiania, död där 10 maj 1875, var en norsk entomolog. Han var son till den tyskfödde trädgårdsmästaren Johan Siebke.
Siebke blev student 1835 och candidatus medicinæ 1843. Han praktiserade inte, men handledde i zoologi och blev lärare i naturhistoria 1848 vid Kristiania borgarskola, 1856 även vid Nissens skola, samt var dessutom från 1849 till sin död konservator vid Kristiania universitets zoologiska museum.  År 1843 företog han sin första vetenskapliga resa till Dovre och vistades 1844 ett halvår i Trondheim för att ordna Det Kongelige Norske Videnskabers Selskabs samlingar. Från 1848 företog han med offentligt stipendium en rad forskningsresor i Norge; 1849, 1855 och 1863 besökte han delvis i vetenskapligt syfte Danmark, och 1849 besökte han Lund för att studera de entomologiska samlingarna.
Siebkes olika läroböcker i naturhistoria, främst i zoologi, var på sin tid mycket använda och hade inte ringa betydelse för att väcka intresse för dessa ämnen. Han publicerade även flera vetenskapliga uppsatser, främst inom entomologi, i "Nyt Magazin for Naturvidenskab", men hans huvudarbete är det som universitetsprogram utgivna Enumeratio insectorum Norvegicorum, varav faskiklarna I, II, 1874–75, är utgivna av honom, faskiklarna III–V, 1876–80, är utgivna efter hans död genom konservator Hans Jacob Sparre Schneider. Detta verk och hans stora insektssamling omfattande 5000 arter i 24000 exemplar, som förvärvades av Kristiania universitet, utgör grundvalen för kännedomen om Norges insektsfauna.